# 本田実
本田 實（ほんだ みのる、1913年2月26日 - 1990年8月26日）は、世界を代表する日本のアマチュア天文家。独学による天文観測で、生涯に彗星12個、新星11個を発見した。
鳥取県八頭郡八頭村（現・八頭町）出身。八東町名誉町民第1号。八東尋常高等小学校（現・八頭町立八東小学校）卒業。1976年日本天文学会神田茂記念賞受賞。1985年第19回吉川英治文化賞受賞。1987年フランス天文学会100周年記念賞受賞。

## 生涯
本田は1923年ごろ（当時10歳）、生家の星空の美しさを意識し始め、ためた小遣いで口径28mmのシングルレンズと焦点距離25mmのラムスデン式接眼鏡を買った。32倍の屈折望遠鏡を自作して下弦の月を見たのが、望遠鏡による初めての天体観測となった（当時17歳）。
対物レンズは桐の小箱に大切に保管され、「我ニ太陽ノ黒点ヲ 木星ノ四大衛星ヲ 土星ノ環ヲ 最初ニ見セテクレタレンズ 28ミリシングルレンズ」と表書きがされている。
1930年ごろ、東京天文台の神田茂著『彗星の話』を読んで、彗星発見を決意。1932年には金星のそばに彗星らしきものを発見し、京都大学の花山天文台に報告したが、「恐らくゴースト」と指摘するハガキが届いた。
これを契機に、同天文台長・山本一清の指導を受け、日食や黄道光を観測した。黄道光観測所（当時・広島県福山市）時代の1940年に初の彗星発見となる岡林・本田彗星を発見。1941年から、岡山県倉敷市中央の全国初の民間天文台である倉敷天文台で活躍した。
戦争中も、戦地のマライ半島では星図もなかったが、星雲状の移動天体を捜索、「彗星発見か」と、シンガポールから東京天文台へと送られた。新彗星ではなかったものの、グリグ・スケレルプ周期彗星であることが判明し、「空に科学する兵士」と報じられ、内地の慧夫人に居場所を知らせることになった。
本田には「プレアデス星団（日本名・すばる）の星が27個見えた」との逸話があるが、1941年、従軍中の旧満州から滋賀県の田上天文台の山本一清に宛てたハガキにある「プレアデスを数えてみますと、實に27個の星を数えました」の記述により実証された。
倉敷の街が明るくなり、新天体発見が困難になったため、暗い空を求めて移動観測していたとき、賀陽町（現・吉備中央町）の地域の人のはからいで、1981年に私費で建設した観測所を「星尋山荘（せいじんさんそう）」と名付けた。星尋山荘で通算1453回目の観測を行った2日後の1990年8月26日、倉敷天文台内で死去。倉敷市名誉市民となった。

## 業績
- 生涯で発見した天体の中には周期彗星として番号登録された45P 本田・ムルコス・パイドゥシャーコヴァー彗星や、1.7等級まで増光した新星はくちょう座V1500星、10年近くにわたる増光期間という特異な光度変化を示し新星と確定する以前は特異天体「本田・桑野天体」とも呼ばれたこぎつね座PU星[8][9]などが含まれる。
- 小惑星の名前の中に、本田實（(3904) 本田）と慧（さとる）夫人（(8485) 慧）、そして星尋山荘（(11442) 星尋山荘）がある。

## 発見した天体
| C/1940 S1 岡林・本田彗星                       | 1940年10月3日  |
| C/1941 B1 本田彗星                             | 1941年1月21日  |
| C/1947 V1 本田彗星                             | 1947年11月13日 |
| C/1948 L1 本田・ベルナスコーニ彗星             | 1948年6月2日   |
| 45P 本田・ムルコス・パイドゥシャーコヴァー彗星 | 1948年12月5日  |
| C/1953 G1 ムルコス・本田彗星                   | 1953年4月12日  |
| C/1955 O1 本田彗星                             | 1955年7月28日  |
| C/1962 H1 本田彗星                             | 1962年4月28日  |
| C/1964 L1 富田・ガーバー・本田彗星             | 1964年6月9日   |
| C/1968 H1 多胡・本田・山本彗星                 | 1968年4月30日  |
| C/1968 N1 本田彗星                             | 1968年7月6日   |
| C/1968 Q2 本田彗星                             | 1968年8月30日  |

| へび座FH星               | 1970年2月13日  |
| わし座V1229星            | 1970年4月14日  |
| はくちょう座V1500星      | 1975年8月29日  |
| へび座LW星               | 1978年5月12日  |
| こぎつね座PU星           | 1978年8月21日  |
| いて座V4065星            | 1980年10月28日 |
| みなみのかんむり座V693星 | 1981年4月2日   |
| わし座V1370星            | 1982年1月27日  |
| いて座V4077星            | 1982年10月4日  |
| わし座V1378星            | 1984年12月2日  |
| ヘルクレス座V827星       | 1987年1月25日  |

## 評価
国立天文台の古在由秀は岡山天体物理観測所設立の陰に本田の仲介があったとして、「岡山観測所にとって、あるいは国立天文台にとって本田さんは恩人の一人である」と述べた。

## 受賞等
- 1940年 - 太平洋天文学会賞
- 1948年 - 第1回倉敷市文化章
- 1949年 - 第1回岡山県文化賞、中国文化賞
- 1963年 - 紫綬褒章
- 1969年 - 山陽新聞社賞
- 1976年 - 日本天文学会神田茂記念賞
- 1983年 - 三木記念賞受賞
- 1985年 - 吉川英治文化賞
- 1986年 - 八東町名誉町民
- 1989年 - フランス天文学会百周年記念賞、星の手帖社「チロ賞」
- 1990年 - 倉敷市名誉市民

## 記念館

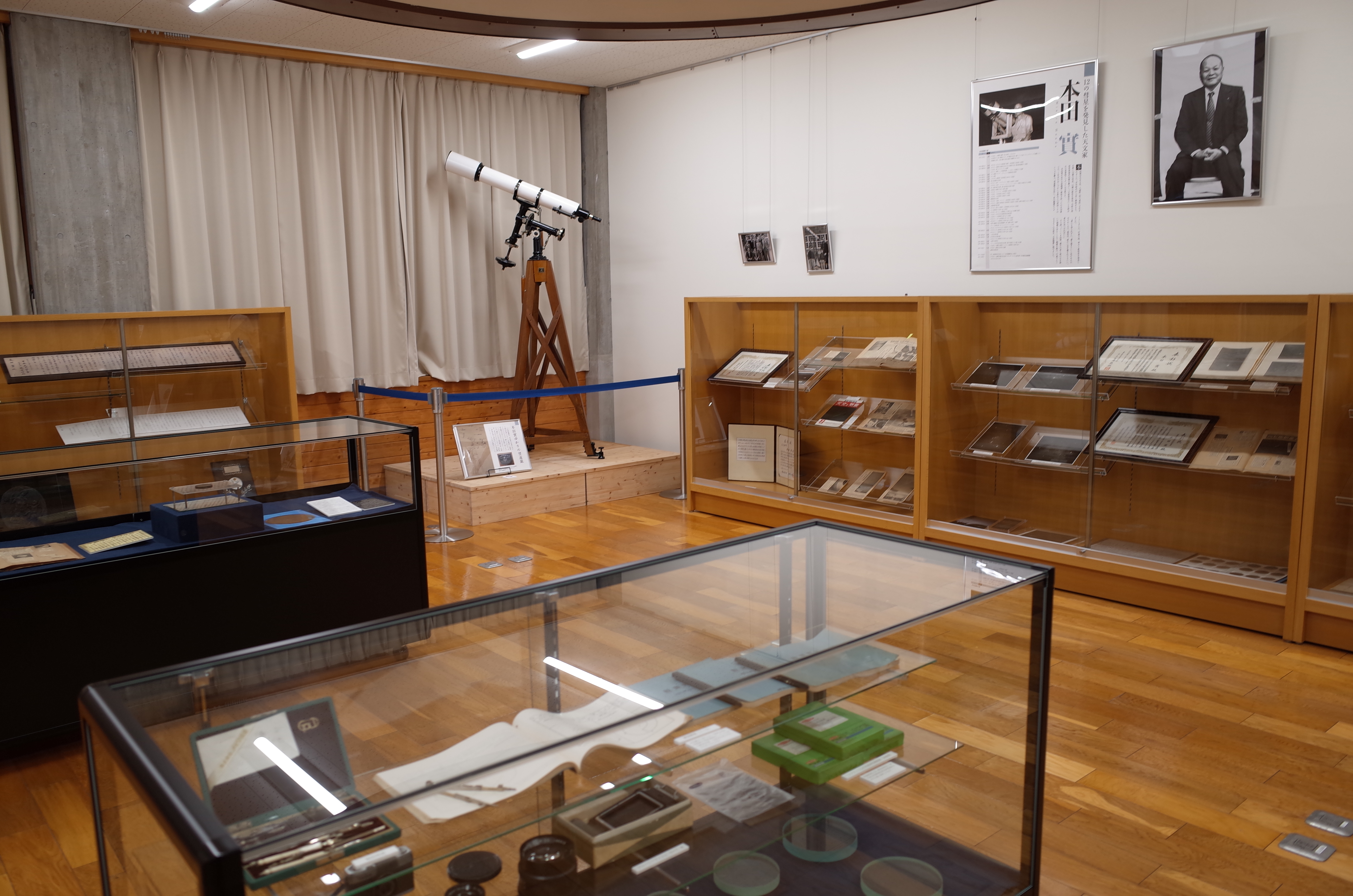
本田實記念館（鳥取県八頭町）

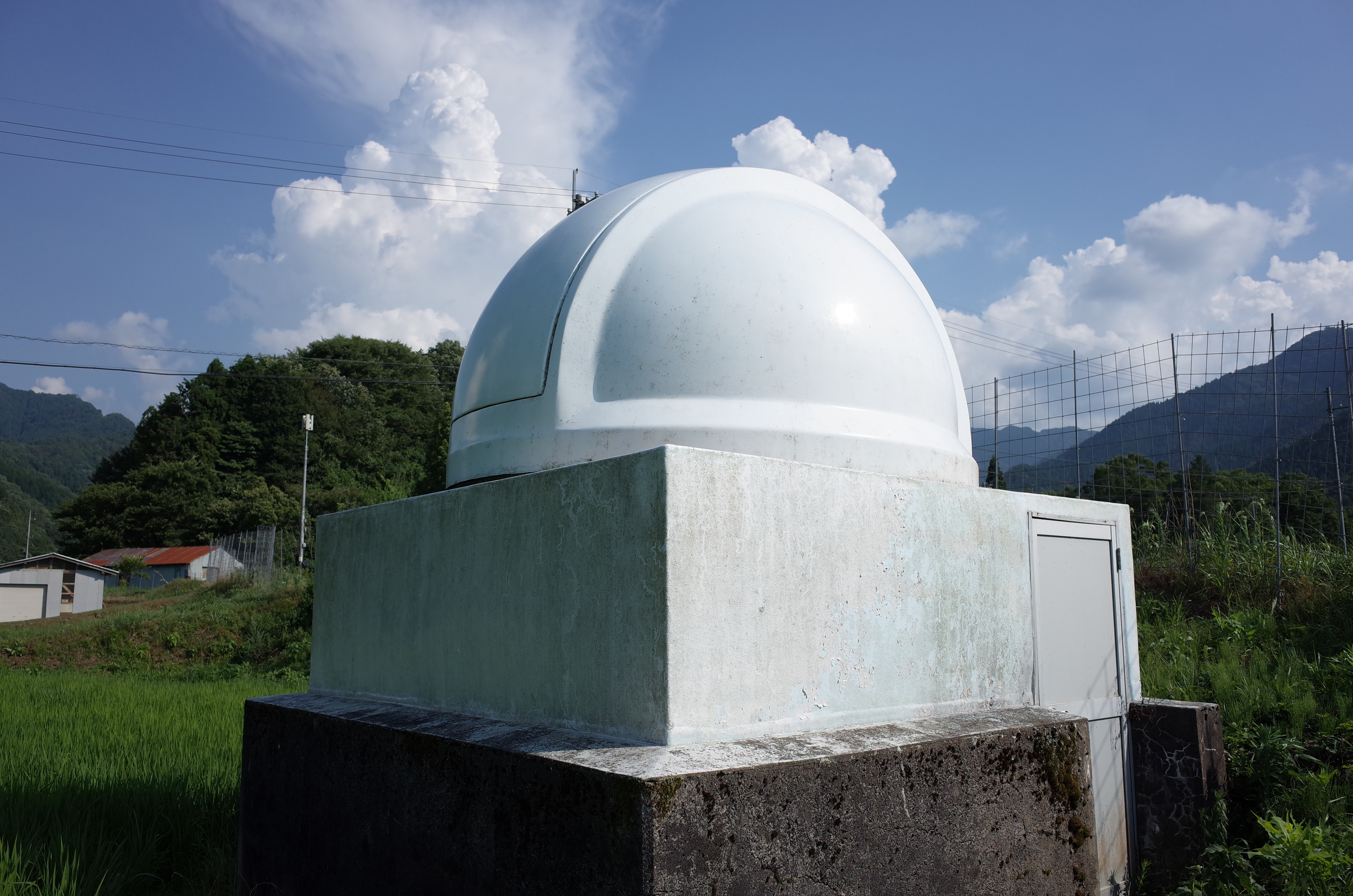
本田實の天体観測ドーム（鳥取県八頭町）

原澄治・本田實記念館（岡山県倉敷市）倉敷天文台内の5m観測ドーム（1952年建造）の建物を「原澄治・本田實記念館」として公開。1階が「本田實記念室」となっており、本田愛用の観測機材や撮影フィルム、新彗星・新星の発見を記念して贈呈されたメダルなどが展示されている。
本田實記念館（鳥取県八頭郡八頭町）本田の出身地である鳥取県内の有志が、2017年8月に「本田實顕彰会」を設立。2022年11月3日、八頭町芸術文化交流プラザ「あーとふる八頭」3階に本田實記念館が開館した。館内には、本田が使っていた彗星観測用の望遠鏡や観測ノートなどが展示されている。また、本田が生まれ育った八頭町鍛冶屋には観測に使われた天体観測ドームが残っている。